# Walter Stree
Walter Stree (* 4. Mai 1923 in Hohn, Kreis Rendsburg; † 26. Juni 2006) war ein deutscher Rechtswissenschaftler und Hochschullehrer.

## Leben und Werk
Bevor Stree sein Abitur ablegen konnte, wurde er 1940 zum Kriegsdienst eingezogen. Dort wurde er mehrfach verwundet, bevor er 1944 in amerikanische Kriegsgefangenschaft geriet und später an Frankreich übergeben wurde. 1947 wurde er entlassen und machte sein Abitur nach. Ab dem Wintersemester 1948/49 studierte er Rechtswissenschaften an der Universität Kiel. Dort legte er 1952 sein Erstes Juristisches Staatsexamen ab. Anschließend war Stree neben seinem Referendariat wissenschaftlicher Mitarbeiter von Horst Schröder an dessen Kieler Lehrstuhl. Bereits 1953 wurde Stree in Kiel mit einer arbeitsrechtlichen Arbeit zum Dr. iur. promoviert, 1955 legte er sein Zweites Staatsexamen ab. In der Folge wurde er wissenschaftlicher Assistent Schröders und wechselte mit diesem an die Universität Tübingen. Dort habilitierte Stree sich 1959 und erhielt die Venia legendi für die Fächer Strafrecht und Prozessrecht.
Es folgte eine Dozentur an der Universität Tübingen sowie Lehrstuhlvertretungen an den Universitäten Göttingen und Münster. Zum Sommersemester 1962 nahm Stree den Ruf der Universität Münster auf den Lehrstuhl für Strafrecht und Prozessrecht an, den er bis zu seiner Emeritierung 1988 innehatte. Zudem war er Direktor des Münsteraner Instituts für kriminalistische Wissenschaften, 1969/70 war er Dekan der rechtswissenschaftlichen Fakultät der Universität Münster.
Stree befasste sich seiner Venia entsprechend vor allem mit dem Strafrecht und dem Prozessrecht. Einen Schwerpunkt bildete hier jeweils der Bezug zum Grundgesetz und den dort verankerten Verfahrens- und Rechtsstaatsprinzipien. Im Strafrecht legte er den Schwerpunkt insbesondere auf den Allgemeinen Teil, die Strafrechtsdogmatik sowie die Körperverletzungsdelikte. Zudem war er langjähriger Kommentator im Schönke/Schröder.

## Schriften (Auswahl)
- Die Gleichberechtigung der Männer und Frauen im Arbeitsleben. Universitätsverlag, Kiel 1953 (Dissertation).
- Deliktsfolgen und Grundgesetz: Zur Verfassungsmäßigkeit der Strafen und sonstigen strafrechtlichen Maßnahmen. Mohr Siebeck, Tübingen 1960 (Habilitationsschrift).
- In dubio pro reo. Mohr Siebeck, Tübingen 1962.